# مقاطعة لاس توناس
مقاطعة لاس توناس (بالإنجليزية: Las Tunas Province)‏ هي مقاطعة في كوبا، تتبع كوبا، بلغ عدد سكانها 536٬027 نسمة، في 31 ديسمبر 2010، عاصمتها لاس توناس، تبلغ مساحتها 6٬595٫25 كيلومتر مربع.

## الموقع
تشترك في الحدود مع:
- كاماغوي
- هولغوين
- غرانما.

## التقسيمات الإدارية
- Colombia, Cuba [الإنجليزية]‏
- Jesús Menéndez [الإنجليزية]‏
- Jobabo [الإنجليزية]‏
- لاس توناس
- Majibacoa [الإنجليزية]‏
- بورتو بادريه [الإنجليزية]‏
- Amancio, Cuba [الإنجليزية]‏
- Manatí, Cuba [الإنجليزية]‏.